# سوفیا جین
سوفیا جین (به انگلیسی: Sophia Jane) یک کشتی بود که طول آن ۱۲۶ فوت (۳۸ متر) بود.

## ساخت و ساز
سوفیا جین مانند تمام کشتی‌های بخار اولیه، یک کشتی بخار کمکی بود و فقط در مواقعی که باد کافی یا مخالف جهت باد نمی‌وزید، از چرخ‌های پارویی خود استفاده می‌کرد. این کشتی توسط بارنز و میلر از راتکلیف، شاگردان جیمز وات، برای خدمات مسافربری بین انگلستان و فرانسه و بخش‌هایی از جزایر بریتانیا ساخته شده بود.

## سرنوشت
در سال ۱۸۴۵، کشتی سوفیا جین در نزدیکی وولونگونگ به گل نشست. کشتی دوباره به آب انداخته شد، اما بعداً در همان سال، صاحبانش که با تعمیرات گسترده‌تری روبرو بودند، تصمیم گرفتند آن را به آب بیندازند. با این حال، موتور کشتی هنوز کار می‌کرد و در فینیکس نصب شد . 